# Ionie

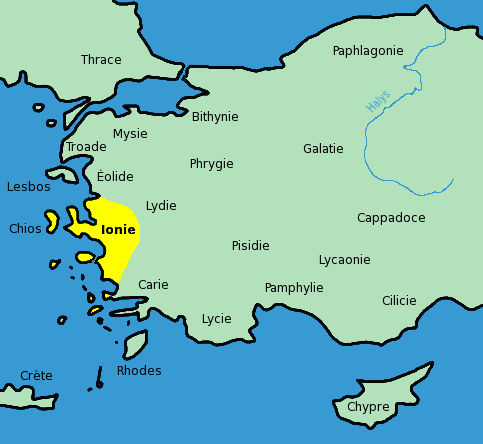
L'Ionie en Asie mineure.

Colonisation grecque de la côte occidentale de l'Anatolie

L'Ionie (en grec ancien Ἰωνία / Iônia) est une région historique du monde grec antique située dans l'ouest de l'Asie Mineure, entre Phocée au nord et Milet au sud. Elle correspond à la région située dans un rayon de 170 km autour de la ville actuelle d'Izmir, en Turquie. Elle emprunte son nom à Ion, ancêtre légendaire des peuples de cette région. C'est en Ionie que se sont développées les premières formes de science de la philosophie en Occident, chez les penseurs appelés Présocratiques, dont une école particulière, celle des Physiciens, est aussi appelée l'école ionienne. Homère y aurait vécu au VIIIe siècle av. J.-C.
Les côtes ioniennes présentent beaucoup d'avantages économiques : de bons abris naturels facilitant l'établissement de ports pour le commerce avec des communications aisées vers l'arrière-pays, un climat agréable, des vallées ouvertes pour la culture des céréales et l'élevage des chevaux, des plateaux pour l'élevage des moutons, des collines pour les arbres fruitiers et les oliviers. La mer Ionienne et les îles Ioniennes ne bordent pas l'Ionie mais se trouvent en Grèce occidentale : le poète Eschyle, dans Prométhée, explique leurs noms à partir de la déesse Io, tandis que les linguistes modernes les relient au dialecte ionien du grec ancien parlé en Ionie, mais aussi en Grèce et par les colons d'Héraclée, Siris, Rhêgion, Taormine, Catane et Léontines en Grande-Grèce.

## Origines
Son peuplement issu de la deuxième vague de migration achéenne, au XIe siècle av. J.-C., avait intégré, à la suite de nombreux mariages mixtes, des Doriens et des populations pré-helléniques. Cette population était unie par un dialecte commun, et un sanctuaire religieux commun, le Panionium situé sur le territoire de Priène.
Dans l'Antiquité, elle fédérait douze cités grecques, du continent et des îles : Chios, Éphèse, Érythrée, Clazomènes, Colophon, Lébédos, Milet, Myonte, Phocée, Priène, Samos et Téos. Halicarnasse les rejoignit après. Brillant foyer de la civilisation hellénique aux VIIe et VIe siècles av. J.-C., elle appartient à un ensemble plus vaste appelé « Grèce d'Asie » ou « Grèce de l'Est ».
Chaque cité était indépendante et avait son propre gouvernement et sa propre organisation sociale, mais elles eurent la même évolution politique que beaucoup d'autres cités grecques (de la monarchie à l'oligarchie, puis parfois vers la tyrannie), avec lesquelles elles étaient unies par une communauté de culture, même s'il y avait de nombreux conflits frontaliers.

## Civilisation
L'Ionie est la première région de Grèce où la philosophie, l'art (en particulier l'architecture avec l'ordre ionique) et les sciences se sont développés, bénéficiant des richesses intellectuelles du Proche-Orient et de l'Égypte. Les cités ioniennes ont donné de nombreux grands penseurs présocratiques, des grands artistes et de grands architectes, comme Thalès de Milet, Anaximandre, Anaximène, Leucippe, à Priène, Héraclite à Éphèse, Anaxagore à Clazomènes et Pythagore dans l'île de Sámos. Chios serait le lieu de naissance d'Homère au VIIIe siècle av. J.-C.
L'Ionie fut convoitée pour sa richesse économique et son développement intellectuel, par des voisins puissants, ambitieux et entreprenants. Les Ioniens avaient développé les produits de luxe et de qualité, les banquets et les courtisanes élégantes et cultivées fascinaient. Ils étaient représentatifs du point très élevé de sophistication atteint par la civilisation grecque. Les cités états ioniennes présentent les mêmes caractéristiques que les cités de Grèce continentale en matière militaire notamment autour des questions de défense et de gestion de fortifications mais dans l'ensemble cette culture parait plus difficile à identifier faute de sources dans le système politique, social et culturel de ces cités. Certaines cités se caractérisent également à certaines périodes par la tentation expansionniste (Milet, Sámos, Rhodes notamment). La région est enfin marquée à certaines périodes par la forte activité militaire de la période des Diadoques ou de la conquête romaine. Leurs routes étaient aisées pour le commerce et les échanges, mais aussi pour l'invasion.
Par ailleurs, un système juridique existait en Ionie. On a ainsi retrouvé, à Téos, l'une des douze cités ioniennes située près de l'actuelle Izmir, une inscription juridique vieille de 2 200 ans, faisant état d'un contrat de location de terres, dont un site sacré .

## Histoire
Du milieu du XIe siècle av. J.-C. au début du Xe siècle av. J.-C., des colons grecs quittent leur cité d'origine pour s'installer en Asie Mineure. Ils y fondent de nouvelles cités. Beaucoup de ces colons parlent le dialecte ionien. Après avoir essaimé à son tour de prospères colonies vers le nord (Pont Euxin) et vers l'ouest (Mer Ionienne, pays Massaliote, liste des colonies ioniennes (de)), l'Ionie passe d'abord sous protectorat des Lydiens, puis après la victoire de Cyrus le Grand sur Crésus, au VIe siècle av. J.-C., sous domination des Perses, auxquels elle doit payer de lourds tributs et entretenir les garnisons, en contrepartie d'une certaine autonomie et de la liberté laissée aux tyrans locaux.
Cette situation empire avec le roi de Perse Darius Ier et aboutit en 499 av. J.-C. à la révolte de l'Ionie, favorisée par les revers militaires des Perses dans la steppe danubienne, et l'appui militaire d'Athènes et d'Érétrie. Mais la révolte tourne au désastre malgré quelques victoires, et la population paie lourdement cet épisode : destruction et incendie d'Éphèse et de Milet, déportation des populations comme esclaves en Mésopotamie en 494 av. J.-C., jusqu'à leur totale allégeance.
De nombreux habitants (marchands, artisans, poètes, penseurs) émigrent alors, emportant avec eux les raffinements de leur culture, mettant un coup d'arrêt à l'essor intellectuel de l'Ionie.
Ce n'est qu'après les victoires des cités de la Grèce continentale à Marathon, puis à la Bataille de Salamine, en 480 av. J.-C., à la bataille de Platées, et à la bataille du cap Mycale en 479 av. J.-C., que les Ioniens recouvrent leur liberté, l'expansion de l'Empire perse vers l'ouest étant définitivement arrêtée.
Athènes qui a joué un rôle prépondérant dans la victoire, en tire gloire et profit, et en 478 av. J.-C., par la création de la Ligue de Délos, elle entreprend de constituer autour d'elle un empire maritime assurant son hégémonie sur la mer Égée, désormais interdite aux vaisseaux perses, et sa domination sur le monde grec. La guerre se termine en 449 av. J.-C. et la défaite des Perses est confirmée par la paix de Callias.
L'Ionie suit ensuite le destin du monde hellénistique, passant des Séleucides au Royaume de Pergame, puis à l'Empire romain qui, en se christianisant, devient byzantin : elle passe au XIVe siècle aux Génois et finit par tomber définitivement aux mains des Turcs au XVe siècle, sans pourtant jamais perdre sa prospérité ni son caractère hellénique.

Expansion grecque 1832-1947

Mais, à la suite de la défaite ottomane de 1918, la Grèce, gouvernée par Elefthérios Venizélos (1864-1936), demande l'annexion de l'Ionie, qu'elle occupe militairement, dans un contexte où l'Empire Ottoman déclinant semble sur le point d'être démembré entre les puissances alliées.
Mustafa Kémal Atatürk (1881-1938) lève en 1919 une armée nationaliste et entreprend de chasser les armées grecques d'Anatolie : la guerre gréco-turque (1919-1922) se termine en septembre 1922 par la reprise de Smyrne/Izmir. La moitié de la ville (les quartiers des Européens) brûle et n'est reconstruite que lentement. L'échange de population, décidé entre la Grèce et la nouvelle République de Turquie à la suite du Traité de Lausanne (1923), aboutit à l'exode des Grecs d'Asie mineure (à l'exception d'Istanbul), remplacés par les Turcs — moins nombreux — venant de Grèce.
À la suite de l'échange de populations (Grande Catastrophe), on ne peut plus parler de civilisation ionienne, et le mot disparait du vocabulaire administratif turc. Mais pas sa prospérité : l'Ionie demeure une des régions les plus dynamiques de la Turquie, les investissements européens y sont très nombreux.

## Le monde selon Hérodote
L'Ionie était considérée comme le centre du monde selon Hérodote. Il l'appelait également le Centre climatique, le Centre moral et le Centre guerrier. Hérodote l'a nommée le centre moral car les Ioniens mettaient l'honneur, la gloire avant tout. Dans la célébration des Jeux olympiques, ils ont su que le prix des combats était une couronne d'olivier, et non de l'argent, et en étaient fiers. La raison donnée au nom de Centre guerrier est tout simplement le fait de vaincre l'ennemi, ou de mourir. La loi était pour eux un maître absolu, ainsi, l'échec était hors de question. Enfin, c'est également le centre climatique car Hérodote dit que « c'est la contrée la plus agréable qu'il connaisse, soit pour la beauté du ciel, soit pour la température des saisons ».

## Ionie et Grèce
En araméen, le nom « ܝܘܢ » désigne l'ensemble du territoire grec. Il en est de même pour le nom « يونان » (Yūnān) en arabe qui désigne la Grèce, de même que « Yunanistan » en turc, « Յունաստան » (Yunastan) » en arménien et « יון » (Yawan, Yavane) en hébreu. Il est passé en sanskrit sous la forme Yavana (यवन), avec un sens secondaire d'étranger ou de barbare, qui est arrivé jusqu'en khmer sous la forme Yuon (យួន), aujourd'hui dépréciative, qui désigne les Vietnamiens. La forme arabe donne son nom à la médecine traditionnelle yunâni (ou unani) pratiquée en Inde. [réf. nécessaire]